# Terras do Sem-Fim (telenovela)
Terras do Sem-Fim é uma telenovela brasileira produzida e exibida pela TV Globo de 16 de novembro de 1981 a 26 de fevereiro de 1982, em 90 capítulos. Substituiu Ciranda de Pedra e foi substituída por O Homem Proibido, sendo a 23ª novela das seis exibida pela emissora.
Escrita por Walter George Durst, foi baseada no romance de Jorge Amado e dirigida por Herval Rossano.

## Sinopse
A exploração do cacau traz para a cidade de Ilhéus, na Bahia, o desenvolvimento e muitos aventureiros vindos de outras regiões do país, entre eles João Magalhães (Cláudio Cavalcanti), um trapaceiro jogador de cartas e falso engenheiro. A trama trata do conflito entre dois grandes latifundiários, o coronel Horácio (Jonas Mello) e Sinhô Badaró (Carlos Kroeber). Outra história importante do enredo é o amor proibido entre o advogado Virgílio Cabral (Paulo Figueiredo) e Ester (Sura Berditchevsky), esposa de Horácio.

## Elenco
| Ator                  | Personagem                   |
| --------------------- | ---------------------------- |
| Cláudio Cavalcanti    | João Magalhães               |
| Nívea Maria           | Donana                       |
| Paulo Figueiredo      | Virgílio                     |
| Maria Cláudia         | Margot                       |
| Jonas Mello           | Coronel Horácio Silveira     |
| Sura Berditchevsky    | Ester                        |
| Carlos Kroeber        | Sinhô Badaró                 |
| Otávio Augusto        | Juca Badaró                  |
| Fernando Torres       | Dr. Carlos                   |
| José Lewgoy           | Coronel Dantas               |
| Stênio Garcia         | Amarelo Joaquim              |
| Milton Gonçalves      | Damião                       |
| Bárbara Fazzio        | Vampireza                    |
| Edwin Luisi           | Silveirinha                  |
| Sebastião Vasconcelos | Coronel Teodoro das Baraúnas |
| José de Abreu         | Pepe                         |
| Heloísa Millet        | Julieta Zude                 |
| Julciléa Telles       | Raimunda                     |
| Bárbara Bruno         | Olga                         |
| Mário Cardoso         | Rui Dantas                   |
| Elza Gomes            | Dona Menininha               |
| Thelma Reston         | Auricídia                    |
| Paulo Gonçalves       | Padre Bento                  |
| Ademilton José        | Sergipano                    |
| Isaac Bardavid        | Argemiro                     |
| Angelito Mello        | Brás Velho                   |
| Macedo Neto           | Coronel Clementino           |
| Alfredo Murphy        | João Vermelho                |
| Fábio Junqueira       | Sérgio                       |
| Cláudio Savietto      | Vicente Carangaú             |
| Haroldo de Oliveira   | João Grilo                   |
| Germano Filho         | Dr. Genaro                   |
| Fernando José         | Venâncio                     |
| Regina Nogueira       | Rosa                         |
| Ivan Mesquita         | Coronel Coutinho             |
| Edson Silva           | Tonico                       |
| Bernadete de Paula    |                              |
| Felipe Donavan        |                              |
| Tereza Mascarenhas    |                              |
| Antonio Pitanga       |                              |
| Dartagnan Mello       |                              |
| Adalberto Silva       |                              |
| Eliane Araújo         |                              |
| Aray Duarte           |                              |
| Nelson Freitas        |                              |
| Suzana Queiroz        |                              |

## Produção
Dos 90 capítulos originais, apenas seis capítulos foram preservados nos acervos da TV Globo. As fitas sofreram reaproveitamento sistemático na década de 1980. Contudo, a versão internacional, exportada para muitos países, com cerca de 50 capítulos de 50 minutos encontra-se preservada na íntegra.

## Trilha sonora
1. "Povo da Raça Brasil" - Simone[3]
2. "Moça Bonita" - Geraldo Azevedo
3. "Bicho Homem" - Fafá de Belém
4. "Contradança" - Ruy Maurity
5. "Estrela da Terra" - Nana Caymmi e Boca Livre
6. "Desafio" - Dori Caymmi (tema de abertura)
7. "Roda Baiana" - Gal Costa
8. "Cantiga de Cego" - Dorival Caymmi
9. "Veio D'Água" - Elba Ramalho
10. "Ossain (Bamboxê)" - Antônio Carlos e Jocafi
11. "Réquiem Para Matraga" - Geraldo Vandré
12. "Cabaré de Bandido" - Dominguinhos